# Ricardo Trêpa
Ricardo Trêpa, pseudonimo di Ricardo Oliveira de Sousa Trêpa (Porto, 28 ottobre 1972), è un attore portoghese.

## Biografia
Ricardo Trêpa è figlio di Jorge Manuel de Sousa Trêpa e di Adelaide Maria Brandão Carvalhais de Oliveira; la madre è figlia del famoso regista Manoel de Oliveira. Un fratello di Ricardo, Jorge, è anch'esso attore.
Ha iniziato a recitare in produzioni televisivi sotto la direzione del regista José Fonseca e Costa, uno dei fondatori del Novo Cinema portoghese. Ha lavorato in pellicole cinematografiche; in particolare, è stato il protagonista degli ultimi film diretti dal nonno Manoel de Oliveira (Inquietudine nel 1998, La lettera del 1999, Parole e utopia del 2000, Ritorno a casa e Porto da Minha Infância del 2001, Il principio dell'incertezza del 2002, Un film parlato del 2003, Il Quinto Impero - Ieri come oggi del 2004, Specchio magico del 2005, Bella sempre del 2006, Cristóvão Colombo - O Enigma del 2007, Singolarità di una ragazza bionda del 2009. Lo strano caso di Angelica del 2010, Gebo e l'ombra del 2012).

## Filmografia

### Cinema
- No, la folle gloria del comando (Non, ou a vã glória de mandar), regia di Manoel de Oliveira (1990)
- La divina commedia (A Divina Comédia), regia di Manoel de Oliveira (1991)
- La valle del peccato (Vale Abraão), regia di Manoel de Oliveira (1993)
- A Caixa (1994)
- Party, regia di Manoel de Oliveira (1996)
- Inquietudine (Inquietude), regia di Manoel de Oliveira (1998)
- Tráfico, regia di João Botelho (1998)
- La lettera (La lettre), regia di Manoel de Oliveira (1999)
- Parole e utopia (Palavra e utopia), regia di Manoel de Oliveira (2000)
- Ritorno a casa (Je rentre à la maison), regia di Manoel de Oliveira (2001)
- Porto della mia infanzia (Porto da minha infância), regia di Manoel de Oliveira (2001)
- Il principio dell'incertezza (O princípio da incerteza), regia di Manoel de Oliveira (2002)
- Un film parlato (Um filme falado), regia di Manoel de Oliveira (2003)
- Il quinto impero - Ieri come oggi (O Quinto Império - Ontem como hoje), regia di Manoel de Oliveira (2004)
- Specchio magico (Espelho magico), regia di Manoel de Oliveira (2005)
- Do Visível ao Invisível (2005)
- Bella sempre (Belle toujours), regia di Manoel de Oliveira (2006)
- Cristóvão Colombo - O Enigma (Cristóvão Colombo - O Enigma), regia di Manoel de Oliveira (2007)
- Morgana (2007)
- Singolarità di una ragazza bionda (Singularidades de uma rapariga loura), regia di Manoel de Oliveira (2009)
- Lo strano caso di Angelica (O estranho caso de Angélica), regia di Manoel de Oliveira (2010)
- Painéis de São Vicente de Fora - Visão Poética (2010)
- Gebo e l'ombra (Gebo et l'ombre), regia di Manoel de Oliveira (2012)

### Televisione
- Os Lobos, RTP 1998
- A Lenda da Garça, RTP 1999
- Saber Amar, TVI 2003
- Olá Pai, TVI 2003-2004
- Ilha dos Amores, TVI 2007
- Damas & Valetes, TVI 2009